# Portugália címere

Portugália címere

A Portugália címerének valamint zászlajának elfogadásáról szóló kormányrendeletet hivatalosan 1911. június 30-án hirdették ki. Mai alakját egy több mint kilencszáz éves folyamatos változás nyomán nyerte el.

## Leírása és története
A legelső heraldikai jelkép amely kapcsolatba hozható a majdani Portugál Királyság szimbólumaival I. Alapító Henriknek, Portugália grófjának 1095-ös címere volt, egy ezüst alapon kék kereszt.
A címerpajzs ezüstből van, benne öt darab kereszt alakban elhelyezett kék álló kispajzs (escudete vagy quina), mindegyikben öt bizánci andráskereszt alakban elrendezve. Vörös színű keretét hét aranyvár tölti ki. A pajzs egy arany armilláris gömbre van helyezve amelyet kettő, vörös és zöld szalaggal összekötött arany olajfaág ölel körbe.
A katonai lobogó címerén mindkét szalag ezüst színű, rajtuk a jelmondat egy idézet Luís de Camões A Lusiadák (Os Lusíadas) című portugál hőskölteményből: "Esta é a ditosa Pátria minha amada" (Ez a szeretett boldog Hazám. Os Lusíadas III. Ének 21. versszak).
A fent leírt nagycímernek van egy díszítetlen változata, ahol az armilláris gömbre helyezett pajzs körül hiányzik a szalagokkal összekötözött arany olajfaág. Ez a kiscímer látható Portugália nemzeti zászlaján.

### A központi elem

Burgundi Henrik gróf címere (1095)

A kék kispajzsok és bennük a bizánciak az első portugál király legendájára, az ourique-i csodára utalnak. A történet szerint 1139. július 25-én az ourique-i csata előtt az akkor még csak herceg Alfonz Henrik a portugál seregért imádkozott, amikor látomása támadt: a keresztre feszített Jézus jelent meg neki, hogy győzelmet ígérjen erre és eljövendő ütközeteire. Alfonz Henrik a mór túlerőt legyőzve megnyerte a csatát, és a népszerű legenda szerint megölte Badajoz, Beja, Elvas, Évora és Sevilla taifák öt mór királyát. Hálája jeléül zászlójára hímeztette az isteni győzelmet, az öt kispajzs a legyőzött mór uralkodókat, bennük az öt bizánci ezüstpénz pedig Krisztus öt sebét jelképezi.
A bizánciak (megkettőzve a középső pajzsban lévő ’pontok’ számát) egyes értelmezések szerint jelképezik azt a harminc ezüstöt is, amennyiért Júdás Iskáriótes a rómaiaknak elárulta Krisztust.
Több bizonyíték szerint azonban a bizánciak száma gyakran változott, és még évszázadokkal I. Alfonz uralkodása után is mindig jóval több volt, mint öt. Ez, valamint a tény, hogy az ourique-i csodát először csak 1419-ben jegyezte le krónikájában Fernão Lopes, valószínűvé teszi hogy ez az értelmezés utólagos és megalapozatlan.

I. Sancho portugál király címere (1185)

Az ütközet után a herceg a portugál nemesektől és katonáitól támogatva, I. Alfonz (portugálul Afonso I.) néven Portugália királyává kiáltotta ki magát. Egy valószínű magyarázat szerint Portugália 1139-es függetlenné válása, majd 1143-as elismerése után ki bár ezt történelmi bizonyítékok nem támasztják alá – Alfonz pajzsának kék keresztjére helyeztette a bizánciakat (vagy ezüstpénzeket). Ezzel azt jelezte, hogy tulajdonosa jogosult pénzt veretni, mutatva a Portugália függetlenségét VII. Alfonz kasztíliai királytól és a Leóni királyságtól. Így került fel öt csoportban 11-11, a zászló keresztjét rögzítő, feltehetően lapos fejű szög a pajzsra, egyúttal szilárdítva is azt.
Az idők során I. Alfonz pajzsán, a harcokban megtépázott eredeti keresztből csupán a szegekkel rögzített anyag- vagy bőrdarabok maradtak, mivel a pajzsok harci sérüléseit nem szokták javítani. Így örökölhette 1185-ben I. Alfonz fia, I. Sancho az uralkodói címert, ahol az ötfelé foszlott kék keresztet öt kék kispajzzsal helyettesítette.

### A keret

Kasztília címere

A vörös keret a hét aranyvárral 1248-tól III. Alfonz uralkodása alatt jelent meg a címerben. Apja, II. Alfonz második gyermekeként, különleges körülmények között lépett trónra saját bátyja II. Sancho után. A korabeli heraldikai szabályok értelmében elődei címerét emiatt nem használhatta változatlan formában, ezért hogy megkülönböztesse jelképeit apjáétól és bátyjáétól, átveszi a Kasztíliai királyságból származó feleségének, Kasztíliai Beatrix (1242-1303) címerének központi elemét, a vörös alapon álló arany várat. Érdekesség, hogy míg a Kasztíliai címeren a várkapu és az ablakok kék színűek tehát nyitottak, addig III. Alfonz címerében az aranyvár kapuja és ablakai aranyszínűek vagyis zárt állapotúak.
A várak a korabeli történészek és krónikaírók szerint a mór erődítményeket jelképezik, amelyeket III. Alfonz portugál király az Algarve-i mór királyság 1249-es meghódításakor foglalt vissza. Ez azonban csak feltevés, mert maguk történetírók leírásai is eltérőek ami az erődítmények számát és nevét illeti. Az illető krónikák jóval a hódítást követően születtek, II. János király uralkodása alatt, 1485-ben véglegesedik lényegében először a mai alakjára a címer, a hét darab várral és kispajzsonként az öt-öt bizáncival.

### Az armilláris gömb

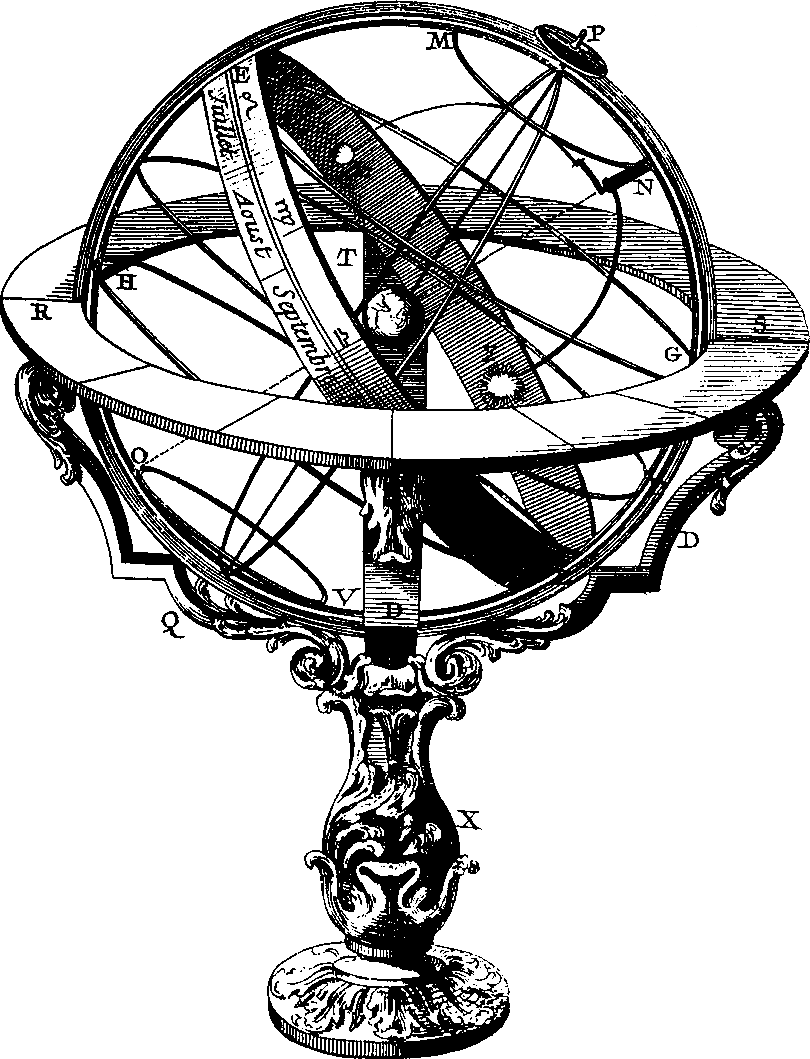
Armilláris gömb

Az armilláris gömb egy csillagászati eszköz volt, amely a középkor tengerjáró hajósait segítette a tájékozódásban és helymeghatározásban. I. Mánuel portugál király saját jelképe a XV. és XVI. századi portugál tengeri hódításokra és felfedezésekre utal amely a nemzet történelmének legfontosabb időszaka volt . A király uralma alatt és támogatásával Vasco da Gama vezetésével, 1498-ban jutott el először európai ember tengeri úton Indiába és 1500-ban pedig Pedro Álvares Cabral felfedezi Brazíliát.
Történelmileg az arany armilláris gömböt azóta társítják Mánuelhez miután unokatestvére és sógora, II. János király 1484-ben, -saját törvényes utód híján- a trón örökösévé nevezi ki, ráhagyományozva Beja Hercege rangot. Mánuel a címmel együtt kapta jelképként az armilláris gömböt és mottónak a rejtélyes Spera Mundi szavakat.